# Сельское поселение «Деревня Высокое» (Думиничский район)
Сельское поселение «Деревня Высокое» — муниципальное образование в Думиничском районе, Калужской области.
Административный центр — деревня Высокое.

## История
Высокский сельсовет был образован в начале 1920-х годов. В 1940 году в его состав входили деревни Высокое (211 дворов), Ефремовка (45), поселки: «Ленинский» (12 дворов), «Голованов» (7), «Белоусово» (5), Бахмут (11) Тургень (8). А также, возможно, д. Выдровка (77 дворов).
Соседние сельсоветы, позже (в 1954 году), присоединенные к Высокскому: Пыренский (135 дворов), Пузановка (133), Кожановка (59), посёлки Плавля, Ливадия (14), Петраков (4), Гурев (5), Большевистский (211 дворов), Пустынка (119 дв.), Широковский (Ермолаевский) (93 двора), Зеренка (13), Славинка (42), Коммуна Большевик (17), п. Карла Маркса, а также Ясенковский Жиздринский района (Ясенок) (127 дв.), Жерёбовка (32), Волеватка (8).
Образованный в 1954, объединённый Высокский сельсовет был самым крупным в Думиничском районе по площади и числу населенных пунктов. Он был создан для организации на его территории первого в районе совхоза — «Красный Октябрь», возглавлял который председатель райисполкома А. В. Анкудинов.
Совхоз «Красный Октябрь» в начале 1990-х преобразовался в одноимённый СПК, в 1999 — в ОАО «Нива». В 1992—2000 на части территории бывшего совхоза существовало ТОО «Будское». В 2005 году Высокский сельсовет преобразован в сельское поселение. На его территории работают два сельхозпредприятия — ОАО «Нива» (Пыренка, Пузановка, Ясенок) и ООО «Славянский картофель» (Высокое).
Статус и границы территории поселения установлены законом Калужской области от 4.10.2004 г. № 354-ОЗ «Об установлении границ муниципальных образований, расположенных на территории административно-территориальных единиц „Барятинский район“, „Куйбышевский район“, „Людиновский район“, „Мещовский район“, „Спас-Деменский район“, „Ульяновский район“ и наделении их статусом городского поселения, сельского поселения, муниципального района».

## Население
| 2010 | 2012 | 2013 | 2014 | 2015 | 2016 | 2017 |
| ---- | ---- | ---- | ---- | ---- | ---- | ---- |
| 441  | ↘439 | ↗440 | ↘433 | ↘425 | ↘413 | ↘402 |
| 2018 | 2019 | 2020 | 2021 |      |      |      |
| ↘385 | ↘377 | ↘371 | ↗376 |      |      |      |

## Состав сельского поселения
В состав сельского поселения входят:
| № | Населённый пункт | Тип населённого пункта          | Население |
| - | ---------------- | ------------------------------- | --------- |
| 1 | Высокое          | деревня, административный центр | ↘200      |
| 2 | Кожановка        | деревня                         | ↘9        |
| 3 | Имени Ленина     | село                            | ↘2        |
| 4 | Мирный           | посёлок                         | ↘38       |
| 5 | Пузановка        | деревня                         | ↘12       |
| 6 | Пыренка          | село                            | ↘138      |
| 7 | Ясенок           | деревня                         | ↘42       |